# フィリップ・デービッドソン
フィリップ・"フィル"・スコット・デービッドソン（Philip "Phil" Scot Davidson、1960年8月24日 - ）はアメリカ海軍の軍人、海軍大将。フィル・デービッドソンと表記されることもある。

## 経歴
ミズーリ州セントルイス出身。1982年海軍兵学校卒。水上戦闘士官として、フリゲート、駆逐艦、巡洋艦、航空母艦にて勤務した経験がある。
第６艦隊（欧州担当）の司令官を経て、2014年アメリカ艦隊総軍の司令官に就任。2018年4月、ドナルド・トランプ大統領はハリー・B・ハリス・ジュニアの後継者として、アメリカ太平洋軍の司令官にフィリップ・デービッドソンを指名した。2018年5月30日にアメリカ太平洋軍から名称変更されたアメリカインド太平洋軍の司令官に就任した。
2021年3月30日、日本の旭日大綬章を受章。